# Shanghai Open 2000
Lo Shanghai Open 2000  è stato un torneo di tennis giocato sul cemento. È stata la 5ª edizione dell'Kingfisher Airlines Tennis Open, che fa parte della categoria International Series nell'ambito dell'ATP Tour 2000. Il torneo si è giocato a Shanghai in Cina, dal 16 al 22 ottobre 2000.

## Campioni

### Singolare maschile
Magnus Norman ha battuto in finale  Sjeng Schalken con il punteggio di 6–4, 4–6, 6–3

### Doppio maschile
Paul Haarhuis /  Sjeng Schalken hanno battuto in finale  Petr Pála /  Pavel Vízner con il punteggio di 6–2, 3–6, 6–4